# Givira nigrisparsata
Givira nigrisparsata is een vlinder uit de familie van de Houtboorders (Cossidae). De wetenschappelijke naam van de soort is voor het eerst gepubliceerd in 1916 door Paul Dognin.
De soort komt voor in Argentinië.